# 좋은 아침 (MBC)
《좋은 아침》은 MBC경남 창원방송에서 방송중인 시사 프로그램이다.

## 진행자

### 진행자
| 대수 | 진행자          | 진행 기간                        | 비고        |
| ---- | --------------- | -------------------------------- | ----------- |
| 1대  | 백근곤 아나운서 | 일자미상 ~ 2021년 12월 31일      |             |
| 2대  | 윤동현 아나운서 | 2022년 1월 3일 ~ 2023년 4월 28일 | [ 1 ]       |
| 3대  | 백근곤 아나운서 | 2023년 5월 1일 ~ 2025년 1월 3일  | [ 2 ] [ 3 ] |
| 4대  | 남두용 아나운서 | 2025년 1월 6일 ~ 현재            | [ 4 ]       |

### 현장취재
- 남선희 리포터